# Eucithara articulata
Eucithara articulata is een slakkensoort uit de familie van de Mangeliidae. De wetenschappelijke naam van de soort is voor het eerst geldig gepubliceerd in 1894 door G.B. Sowerby III.